# Ptah, the El Daoud
Ptah, the El Daoud est un album de la pianiste et harpiste de jazz Alice Coltrane enregistré et sorti en 1970. Le titre de l'album fait référence au dieu égyptien Ptah.
Albums de Alice Coltrane
Huntington Ashram Monastery
(1969) Journey in Satchidananda
(1970)

## Titres
Toutes les chansons sont écrites et composées par Alice Coltrane.
| 1.    | Ptah, the El Daoud     | 13:58 |
| 2.    | Turiya and Ramakrishna | 8:19  |
| 3.    | Blue Nile              | 6:58  |
| 4.    | Mantra                 | 16:33 |
| 46:03 |                        |       |

## Musiciens
- Alice Coltrane — harpe (piste 3), piano
- Pharoah Sanders – saxophone ténor (pistes 1 et 4), flûte alto (piste 3), cloches
- Joe Henderson — saxophone ténor (pistes 1 et 4), flûte alto (piste 3)
- Ron Carter — contrebasse
- Ben Riley — drums